# Need for Speed: Nitro

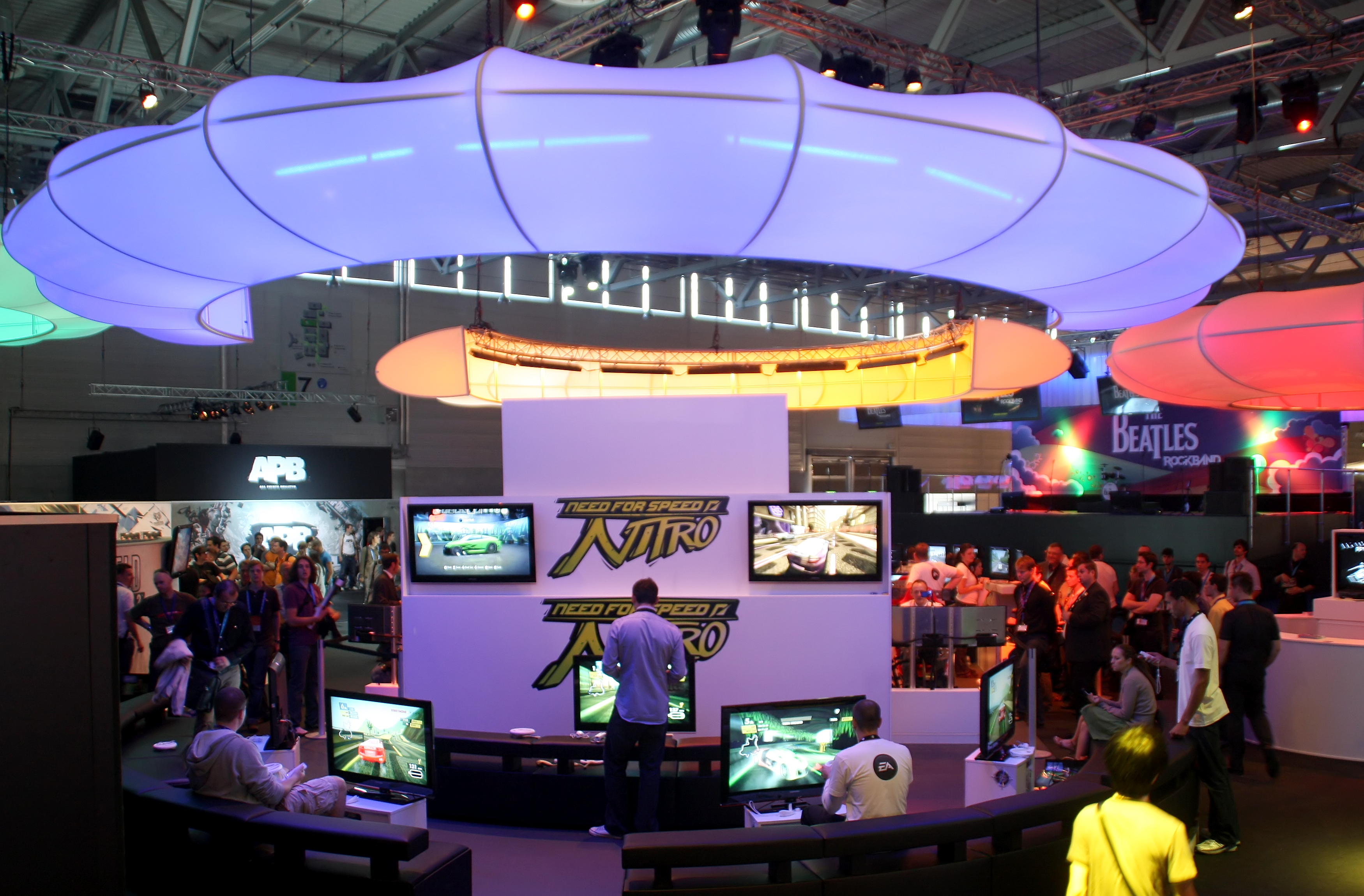
Probespielen von Need for Speed: Nitro auf der Gamescom 2009

Need for Speed: Nitro (kurz NFSN) ist der 14. Teil der von Electronic Arts veröffentlichten Computerrennspielreihe Need for Speed. Das Spiel wurde von EA Montreal entwickelt und wurde das erste Mal am 3. November 2009 in den USA veröffentlicht. Am 6. November 2009 folgte die Veröffentlichung in Europa. Das Spiel wurde nur für die Nintendo-Plattformen Wii und Nintendo DS veröffentlicht. Im Gegensatz zu anderen Teilen der Need-for-Speed-Serie ist es eine speziell für den Casual-Gamer-Markt zugeschnittene Version.

## Spielprinzip

### Allgemein
Das Spielprinzip von Need for Speed: Nitro ist im Gegensatz zum kurz zuvor erschienenen Need for Speed: Shift, das den Schwerpunkt auf Realismus legt, deutlich arcadelastiger, also actionorientierter. So werden in Nitro überwiegend illegale Straßenrennen ausgetragen, wodurch es zu Verfolgungsjagden mit der Polizei kommen kann.
Es gibt verschiedene Rennmodi in Need for Speed: Nitro. Außer klassischen Rundkursrennen über mehrere Runden gibt es auch Ausscheidungsrennen, Rennen, in denen bestimmte Rundenzeiten unterboten werden müssen und Rennen, in denen mehrere Messpunkte mit möglichst hoher Geschwindigkeit durchfahren werden müssen. Außerdem gibt es noch klassische Drift- und Dragrennen.
Eine Neuerung in diesem Teil sind die Powerups. So lassen sich Schäden am Auto während des Rennens reparieren, die sonst negative Auswirkungen wie Geschwindigkeitsverlust und den Entzug der Möglichkeit einen Nitro-Geschwindigkeitsschub zu aktivieren, nach sich ziehen. Auch kann mit Hilfe von Powerups die Aufmerksamkeit der Polizei auf andere Fahrer gelenkt werden. Die schon genannten Auswirkungen von Schaden auf das Fahrverhalten der Autos sind ebenfalls eine Neuerung.

### Strecken
Die Rennen in Nitro finden auf öffentlichen Straßen an fünf verschiedenen Orten auf der Welt statt. Dies sind Kairo, Dubai, Madrid, Rio de Janeiro und Singapur.

## Fahrzeuge
Folgende Wagen sind in diesem Teil fahrbar:
| Fahrzeugliste            |                      |                     |
| Audi R8                  | Ford Shelby GT500    | Pagani Zonda R      |
| Chevrolet Camaro SS      | Hummer H2            | Porsche 911         |
| Chevrolet Corvette ZR1   | Lamborghini Gallardo | Porsche Cayman S    |
| Dodge Challenger Concept | Lamborghini Reventon | Renault 4L          |
| Dodge Charger R/T        | Mitsubishi Evo IX    | Toyota Corolla GT-S |
| Ford Escort RS Cosworth  | Nissan 370Z          | Tesla Roadster      |
| Ford Explorer Sport Trac | Nissan GT-R          | VW Beetle           |
| Ford GT                  | Nissan Skyline       | VW Type II          |

## Rezeption
In der Fachpresse wurde das Spiel eher mittelmäßig aufgenommen. So erreicht es auf der Seite Metacritic.com einen Metascore von 69 % (Wii) beziehungsweise 70 % (Nintendo DS). Gelobt wird dabei bei der Version für die Wii unter anderem die flüssige Darstellung, das hervorragende Geschwindigkeitsgefühl und das leicht zu verstehende optische Tuning. Bei der DS-Version werden die möglichen Stunt-Einlagen und die Unterstützung des Rumble Pack gelobt. Beide Versionen werden dafür gelobt, dass der Fuhrpark umfangreich ist und es eine gute Auswahl verschiedener Rennmodi gibt. Kritisiert wird, dass es kein Leistungstuning mehr gibt, die KI eine extremen Gummiband-Effekt aufweist und dass es keinen Online-Modus gibt.